# Księżniczka Kunegunda
Księżniczka Kunegunda – bohaterka legendy z Sudetów (góra Chojnik), zamieszkująca chojnicki zamek. Mając wyjść za mąż, postawiła warunek, by przyszły małżonek objechał w zbroi, konno, mury zamkowe. Szczególna trudność zadania polegała na tym, że mury zwężały się po stronie zamku graniczącej z urwiskiem. Wielu śmiałków zginęło, aż jeden dokonał tej sztuki, po czym wzgardził ręką okrutnej księżniczki. Księżniczka rzuciła się wtedy w przepaść.